# Comté de Hillsborough (New Hampshire)
Pour les articles homonymes, voir Comté de Hillsborough.
Le comté de Hillsborough, en anglais : Hillsborough County, est un comté situé dans le sud de l'État américain du New Hampshire. Il a deux sièges, à Manchester et Nashua. Selon le recensement de 2010, sa population est de 400 721 habitants, estimée, en 2017, à 409 697 habitants, dont 2,32 % parlent le français à la maison. C'est le comté le plus peuplé du New Hampshire en croissance régulière puisque sa population estimée en 2017 est passée à 409 697 habitants.
Le comté de Hillsborough constitue la région métropolitaine de Manchester-Nashua, elle-même comprise dans la région métropolitaine de Boston.
Le comté a été nommé en l'honneur de Wills Hill, comte de Hillsborough et Secrétaire d'État aux Colonies du Royaume-Uni.

## Géographie
La superficie du comté est de 2 311 km2, dont 2 270 km2 est de terre. 

### Comtés voisins
| Comté de Sullivan                | Comté de Merrimack               |                             |
| Comté de Cheshire                | comté de Hillsborough            | Comté de Rockingham         |
| Comté de Worcester Massachusetts | Comté de Middlesex Massachusetts | Comté d'Essex Massachusetts |

## Démographie
Lors du recensement de 2010, le comté comptait une population de 400 721 habitants. Elle est estimée, en 2017, à 409 697 habitants.
| Groupe            | Comté de Hillsborough | New Hampshire | États-Unis |
| ----------------- | --------------------- | ------------- | ---------- |
| Blancs            | 90,4                  | 93,1          | 72,4       |
| Asiatiques        | 3,2                   | 2,5           | 4,8        |
| Afro-Américains   | 2,1                   | 1,4           | 12,6       |
| Autres            | 2,1                   | 1,0           | 6,4        |
| Métis             | 2,0                   | 1,6           | 2,9        |
| Amérindiens       | 0,2                   | 0,2           | 0,9        |
| Total             | 100                   | 100           | 100        |
|                   |                       |               |            |
| Latino-Américains | 5,3                   | 2,8           | 16,7       |

Pyramide des âges du comté de Hillsborough (2000).

Selon l'American Community Survey, pour la période 2011-2015, 87,30 % de la population âgée de plus de 5 ans déclare parler l'anglais à la maison, 4,11 % l'espagnol, 2,32 % le français, 0,54 % une langue chinoise et 5,73 % une autre langue.